# صدر الدين
صدر الدين (بالفارسية: صدرالدین) هي قرية تقع في أذربيجان الغربية في إيران. يقدر عدد سكانها بـ 69 نسمة .